# 來去北韓玩一玩
《來去北韓玩一玩》是由美國獨立團隊DEVGRU-P開發，以朝鮮民主主義人民共和國（北韓）為背景的戀愛冒險遊戲，在2017年5月11日於Steam平台發售，遊戲語言僅有英文。玩家在遊戲中將扮演一名進入北韓的前美國士兵，與兩位軍人姐妹一起在北韓觀光，並與她們發展浪漫的戀愛關係。

## 遊戲內容
故事的背景是2021年，玩家扮演一位退役的美國士兵，受兩位筆友的邀請出國度假，他以為自己前往的是大韓民國（南韓），但抵達後才發現自己入境了朝鮮民主主義人民共和國（北韓），身為主角筆友且同時擔任其導遊的是兩位美麗的軍人姐妹，分別是在北韓情報單位任職、具有御姊性格的鄭（英語：Jeong）以及擔任憲兵、個性傲嬌的恩地（英語：Eunji），她們會帶領玩家參觀北韓首都平壤及鄰近城市的風景名勝。《來去北韓玩一玩》與大多數的日式戀愛冒險遊戲有相似的風格與機制，玩家可以透過在對話中選擇不同的選項，影響故事的走向及最後的結局。由於北韓極度排美，玩家在遊戲中必須謹言慎行，否則可能會被視為美國派來的間諜，遭到監禁甚至處刑。

## 迴響
《來去北韓玩一玩》發售後，在Steam上獲得極度好評。不過遊戲過於輕鬆幽默的風格也被批評為與現實世界中的北韓相去甚遠。

## 外部連結
- 《來去北韓玩一玩》在Steam上的銷售頁面 （页面存档备份，存于）
- 開發團隊DEVGRU-P的官方Twitter （页面存档备份，存于）
- 《來去北韓玩一玩》在視覺小說數據庫的頁面（英文）